# لاسلو فابیان (قایقران کانو)
لاسلو فابیان (انگلیسی: László Fábián; ۱۰ ژوئیهٔ ۱۹۳۶ – ۱۰ اوت ۲۰۱۸) قایقران کایاک اهل مجارستان بود.